# Laguindingan
Laguindingan ist eine philippinische Stadtgemeinde in der Provinz Misamis Oriental. Sie hat 24.405 Einwohner (Zensus 1. August 2015).
In Laguindingan ist der Bau des internationalen Flughafens Laguindingan International Airport geplant, für den Baukosten in Höhe von 107 Millionen US-Dollar veranschlagt sind.

## Baranggays
Laguindingan ist politisch in elf Baranggays unterteilt.
- Aromahon
- Gasi
- Kibaghot
- Lapad
- Liberty
- Mauswagon
- Moog
- Poblacion
- Sambulawan
- Sinai
- Tubajon